# Larry Shields

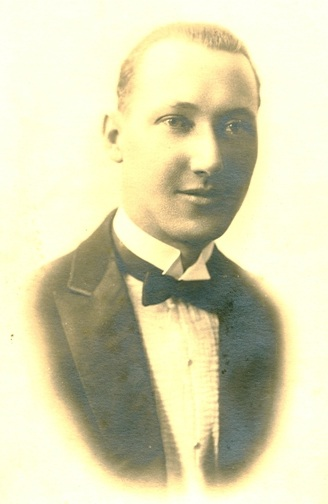
Larry Shields, 1916, Hogan Jazz Archive, Tulane University

Lawrence James Shields (New Orleans, 13 settembre 1893 – Los Angeles, 21 novembre 1953) è stato un musicista, clarinettista jazz statunitense, membro della Original Dixieland Jazz Band, la prima jazz band a registrare commercialmente.

## Biografia
Shields nacque in una famiglia irlandese-americana nel centro di New Orleans, nello stesso isolato dove viveva il pioniere del jazz Buddy Bolden. La sua famiglia era composta di tutti musicisti; i suoi fratelli Harry Shields, Pat (chitarra) e Eddie (pianoforte) suonavano tutti musica professionalmente.
Shields iniziò a suonare il clarinetto quando aveva 14 anni e ha suonato con le band di Papa Jack Laine. Fu uno dei primi musicisti di New Orleans ad andare a Chicago, prima in direzione nord nell'estate del 1915 per unirsi alla band di Bert Kelly, poi con la band di Tom Brown, prima di unirsi alla Original Dixieland Jass Band (ODJB) nel novembre 1916. L'anno successivo quella band realizzò i primi dischi fonografici di jazz, catapultando la musica di Shields alla ribalta nazionale. In questo periodo suonava occasionalmente con la band di King Watzke.
Dopo aver lasciato l'ODJB nel 1921, suonò con varie band a New York, brevemente anche con Paul Whiteman, prima di trasferirsi a Los Angeles, in California, dove rimase per tutti gli anni '20, dirigendo la sua band e apparendo brevemente in alcuni film di Hollywood.
Negli anni '30 Shields tornò a Chicago e si unì alla ODJB ricostituita. Ha poi lavorato per un po' al "Nick's" di New York prima di tornare a suonare a New Orleans e, più tardi, in California. Morì a Los Angeles nel 1953.

## Influenza
Il suo modo di suonare, specialmente sui dischi fonografici, fu un'importante influenza sui successivi clarinettisti jazz, tra cui Benny Goodman. Larry Shields ispirò Dink Johnson ad iniziare a suonare il clarinetto, in un'intervista del 1950 con Floyd Levin disse: "In realtà ero un batterista, sapete. Ho sempre voluto suonare il clarinetto da quando ho sentito Larry Shields con la Original Dixieland Jazz Band."
Ha scritto i classici ODJB "Clarinet Marmalade" con Henry Ragas e "At the Jazz Band Ball", "Ostrich Walk" e "Fidgety Feet" con Nick La Rocca. Queste composizioni divennero dei classici e standard del jazz che furono poi riregistrati da jazz band successive.

## Onorificenze
Nel 2006, la sua registrazione del 1917 di "Darktown Strutters' Ball" con la Original Dixieland Jass Band è stata inserita nella Grammy Hall of Fame Award.